# Robuloidoidea
Robuloidoidea, tradicionalmente denominada Robuloidacea, es una superfamilia de foraminíferos del suborden Lagenina y del orden Lagenida. Su rango cronoestratigráfico abarca desde el Silúrico superior hasta la Albiense (Cretácico inferior).

## Clasificación
Robuloidoidea incluye a las siguientes familias:
- Familia Syzraniidae
- Familia Ichthyolariidae
- Familia Robuloididae
- Familia Partisaniidae

Otras familias consideradas en Robuloidoidea son:
- Familia Frondinidae
- Familia Protonodosariidae